# Immature
Immature war ein amerikanisches männliches Gesangstrio aus Los Angeles, Kalifornien, dessen Mitglieder bei der Gründung im Jahr 1992 erst 10 Jahre alt waren. 1999 erfolgte die Umbenennung in IMx, drei Jahre später kam es zur Auflösung der Gruppe. Die größten Hits sind die Lieder Never Lie und Constantly, beide aus dem Jahr 1994.

## Bandgeschichte
Die zu diesem Zeitpunkt 10 Jahre alten Marques Houston, Jerome Jones und Don Santos gründeten die Band 1992 in Los Angeles mithilfe ihres Mentors, dem Produzenten Chris Stokes. Das umgehend für Virgin Records aufgenommene Debütalbum On Our Worst Behavior enthielt mit Tear It Up, das auch im Animationsfilm Bebe’s Kids Verwendung fand, einen Top-30-Hit in den US-R&B-Charts.
Don Santos verließ die Band 1993 und wurde durch Kelton Kessee ersetzt. 1994 wechselte Immature zu MCA. Das daraufhin veröffentlichte Album Playtyme Is Over platzierte sich in den Billboard Pop- und R&B-Charts. Die Auskopplung Never Lie stieg in beiden Hitlisten bis auf Platz 5, Constantly schaffte es wenig später in beide Top 20. Anschließend traten die drei Musiker in der Komödie House Party 3 als Schauspieler in Erscheinung.
Auch der vierte Longplayer We Got It stieg 1995 in die Charts, in der R&B-Hitparade sogar bis in die Top 20. Keine der zugehörigen Singles schaffte es unter die Top 30 der Popcharts. Dort waren die bestplatzierten Auskopplungen Feel the Funk aus dem Film Dangerous Minds – Wilde Gedanken auf Rang 46 und der Titeltrack des Albums auf Rang 37. In den R&B-Charts stiegen beide Lieder in die Top 20.
Im Februar 1997 stieg die Single Watch Me Do My Thing aus der Nickelodeon-Sketch-Comedy-Show All That in die Top 20 der R&B- und in die Top 40 der Popcharts. Das Feature mit Smooth alias Juanita Carter und Ed from Good Burger alias Kel Mitchell war auf keiner LP Immatures enthalten. Ende des Jahres erschien das Album The Journey, das bis in die Top 20 der R&B-Charts vordrang, in den Popcharts aber nicht über Platz 92 hinauskam. Die dazugehörige Single I’m Not a Fool kletterte auf Rang 19 der R&B- und Rang 69 der Popcharts.
Nachdem die Band bereits einige Zeit mit einer Umbenennung geliebäugelt hatte, erfolgte die Umsetzung dieser Idee im Jahr 1999. Der neue Name des Trios wurde die Verkürzung IMx, der Sound blieb aber im Wesentlichen der gleiche. Das im selben Jahr veröffentlichte Album Introducing IMx und der zwei Jahre später erschienene und nach der Band benannte Nachfolger platzierten sich zwar in den Charts, fanden aber weniger Beachtung als die Vorgänger. Lediglich mit der 1999er Single Stay the Night stellte sich beachtlicher Erfolg ein: das Lied kletterte bis auf Platz 20 der R&B- und Platz 23 der Popcharts.
2001 erschien eine Kompilation mit den größten Hits von Immature und IMx. Ein Jahr danach, 2002, trennte sich die Gruppe. Marques Houston startete eine erfolgreiche Solokarriere.

## Besetzung
Gründungsmitglieder
- Marques Barrett Houston (* 4. August 1981 in Los Angeles, Kalifornien)
- Jerome Isaac Jones (* 25. Oktober 1981 in Los Angeles, Kalifornien)
- Don Fernando Santos (* 1981 in Los Angeles, Kalifornien) – bis 1993

Spätere Mitglieder
- Kelton Taron Kessee (* 2. Januar 1981 in Los Angeles, Kalifornien) – ab 1993 für Santos

## Diskografie

### Alben
| Jahr | Titel            | Höchstplatzierung, Gesamtwochen, AuszeichnungChartplatzierungen (Jahr, Titel, Platzierungen, Wochen, Auszeichnungen, Anmerkungen) | Höchstplatzierung, Gesamtwochen, AuszeichnungChartplatzierungen (Jahr, Titel, Platzierungen, Wochen, Auszeichnungen, Anmerkungen) | Höchstplatzierung, Gesamtwochen, AuszeichnungChartplatzierungen (Jahr, Titel, Platzierungen, Wochen, Auszeichnungen, Anmerkungen) | Anmerkungen |
| Jahr | Titel            | UK | US | R&B | Anmerkungen |
| ---- | ---------------- | --- | --- | --- | --- |
| 1994 | Playtyme Is Over | — | US88 Gold · (37 Wo.)US | R&B26 (45 Wo.)R&B | Erstveröffentlichung: 10. August 1994 als Immature Executive Producer: André Fischer, Chris Stokes, Madeline Randolph                               |
| 1995 | We Got It        | — | US76 Gold · (30 Wo.)US | R&B14 (36 Wo.)R&B | Erstveröffentlichung: 5. Dezember 1995 als Immature Executive Producer: Chris Stokes, Ketrina Askew, Madeline Randolph, Wanda Stokes, Hank Shocklee |
| 1997 | The Journey      | — | US92 (3 Wo.)US | R&B20 (31 Wo.)R&B | Erstveröffentlichung: 23. September 1997 als Immature Produzenten: Rodney Jerkins, Chris Stokes                                                     |
| 1999 | Introducing IMx  | — | US101 (4 Wo.)US | R&B31 (12 Wo.)R&B | Erstveröffentlichung: 26. Oktober 1999 als IMx Produzenten: Chris Stokes, Platinum Status, Curtis Williams, Vincent Herbert, Marc Gordon            |
| 2002 | IMx              | — | US126 (15 Wo.)US | R&B26 (23 Wo.)R&B | Erstveröffentlichung: 3. Juli 2001 als IMx Produzent: Chris Stokes                                                                                  |

Weitere Alben
- 1992: On Our Worst Behavior (als Immature)
- 2001: Greatest Hits (Immature/IMx; Kompilation)

### Singles
| Jahr | Titel Album                                              | Höchstplatzierung, Gesamtwochen, AuszeichnungChartplatzierungen (Jahr, Titel, Album, Platzierungen, Wochen, Auszeichnungen, Anmerkungen) | Höchstplatzierung, Gesamtwochen, AuszeichnungChartplatzierungen (Jahr, Titel, Album, Platzierungen, Wochen, Auszeichnungen, Anmerkungen) | Höchstplatzierung, Gesamtwochen, AuszeichnungChartplatzierungen (Jahr, Titel, Album, Platzierungen, Wochen, Auszeichnungen, Anmerkungen) | Anmerkungen |
| Jahr | Titel Album                                              | UK | US | R&B | Anmerkungen |
| ---- | -------------------------------------------------------- | --- | --- | --- | --- |
| 1992 | Tear It Up (On Our Worst Behavior) On Our Worst Behavior | — | — | R&B29 (9 Wo.)R&B | Erstveröffentlichung: August 1992 als Immature; vom Soundtrack des Animationsfilms Bebe’s Kids                                             |
| 1994 | Never Lie Playtime Is Over                               | — | US5 Gold · (26 Wo.)US | R&B5 (23 Wo.)R&B | Erstveröffentlichung: Juli 1994 als Immature                                                                                               |
| 1994 | Constantly Playtime Is Over                              | — | US16 Gold · (20 Wo.)US | R&B12 (21 Wo.)R&B | Erstveröffentlichung: November 1994 als Immature                                                                                           |
| 1995 | Is It Me? Soulschool                                     | — | — | R&B32 (18 Wo.)R&B | Erstveröffentlichung: Februar 1995 Monteco feat. Immature                                                                                  |
| 1995 | I Don’t Mind –                                           | — | US95 (2 Wo.)US | R&B47 (14 Wo.)R&B | Erstveröffentlichung: April 1995 als Immature                                                                                              |
| 1995 | Feel the Funk We Got It                                  | — | US46 (13 Wo.)US | R&B15 (20 Wo.)R&B | Erstveröffentlichung: September 1995 als Immature vom Soundtrack des Films Dangerous Minds inkl. Samples aus Mother’s Finests Love Changes |
| 1995 | We Got It                                                | UK26 (2 Wo.)UK | US37 (20 Wo.)US | R&B11 (20 Wo.)R&B | Erstveröffentlichung: November 1995 als Immature; Rap: Smooth inkl. Samples aus Chocolate Milks Girl Callin’                               |
| 1996 | Please Don’t Go We Got It                                | — | US36 (13 Wo.)US | R&B16 (19 Wo.)R&B | Erstveröffentlichung: April 1996 als Immature                                                                                              |
| 1996 | Lover’s Groove We Got It                                 | — | — | R&B42 (13 Wo.)R&B | Erstveröffentlichung: September 1996 als Immature                                                                                          |
| 1997 | Watch Me Do My Thing –                                   | — | US32 (14 Wo.)US | R&B16 (16 Wo.)R&B | Erstveröffentlichung: Januar 1997 als Immature feat. Smooth und Ed from Good Burger aus der Nickelodeon-Comedy-Show All That               |
| 1997 | I’m Not a Fool The Journey                               | — | US69 (8 Wo.)US | R&B19 (20 Wo.)R&B | Erstveröffentlichung: September 1997 als Immature                                                                                          |
| 1997 | Give Up the Ghost The Journey                            | — | — | R&B44 (8 Wo.)R&B | Erstveröffentlichung: Oktober 1997 als Immature                                                                                            |
| 1999 | Stay the Night Introducing IMx                           | — | US23 Gold · (20 Wo.)US | R&B20 (20 Wo.)R&B | Erstveröffentlichung: September 1999 als IMx                                                                                               |
| 2002 | First Time IMx                                           | — | — | R&B69 (11 Wo.)R&B | Erstveröffentlichung: Februar 2002 als IMx                                                                                                 |
| 2002 | Beautiful (You Are) IMx                                  | — | — | R&B71 (6 Wo.)R&B | Erstveröffentlichung: November 2002 als IMx                                                                                                |

Weitere Singles
- 1992: Da Munchies (als Immature)
- 1992: Be My Girl (als Immature)
- 1997: Medley (als Immature)
- 1999: In & Out of Love (als IMx)
- 2000: Throw It Up (RaRa feat. IMx und Mila J)
- 2001: Clap Your Hands (als IMx)

### Videoalben
- 1997: Immature